# Feelin’ Good
Feelin’ Good ist ein Album von David Ruffin.
Wie schon bei seinem Debütalbum My Whole World Ended arbeitete David Ruffin auch bei Feelin' Good mit einer Reihe verschiedener namhafter Produzenten zusammen. Feelin' Good ist musikalisch jedoch vielfältiger als sein Vorgänger. Zwar finden sich auch hier dem klassischen Motown-Sound entsprechende Titel wie What You Gave Me (aus der Feder von Ashford & Simpson) oder The Forgotten Man. Daneben enthält das Album aber auch mehrere Coverversionen von Nicht-Motown-Kompositionen (z. B. I Could Never Be President oder Put A Little Love In Your Heart), einen sehr stark von Gospelmusik beeinflussten Titel (I'm So Glad I Fell For You) und sogar Sitar-Klänge im Hintergrund von Loving You (Is Hurting Me) . Bei den übrigen Songs kann man deutlich hören, dass die 1970er unmittelbar bevorstanden. I Pray Everyday You Won’t Regret Loving Me etwa lässt die musikalische Richtung Motowns für das neue Jahrzehnt schon relativ deutlich erkennen.

## Titelliste
1. Loving You (Is Hurting Me) (2:57)
(Leonard Caston / Jeana Jackson)
produziert von Leonard Caston
2. Put A Little Love In Your Heart (2:48)
(Jackie DeShannon / James Holiday / Randy Myers)
produziert von Henry Cosby
3. I'm So Glad I Fell For You (4:24)
(Arthur Posey / Glenna Session)
produziert von Berry Gordy
4. Feeling Alright (3:26)
(Dave Mason)
produziert von Clay McMurray
5. I Could Never Be President (2:34)
(Homer Banks / Bettye Jean Crutcher / Raymond Jackson)
produziert von Henry Cosby
6. I Pray Everyday You Won't Regret Loving Me (3:11)
(Johnny Bristol / Merald Knight / Gladys Knight)
produziert von Johnny Bristol
7. What You Gave Me (2:53)
(Nickolas Ashford / Valerie Simpson)
produziert von Ashford & Simpson
8. One More Hurt (3:21)
(Norma Toney / Albert Hamilton / William Garrett)
produziert von Al Kent
9. I Let Love Slip Away (2:42)
(Anna Gordy Gaye / Allen Story / George Gordy)
produziert von George Gordy und Allen Story
10. I Don't Know Why I Love You (3:13)
(Clay McMurray)
produziert von Clay McMurray
11. The Forgotten Man (2:43)
(Joe Hinton / Pamela Sawyer / Henry Cosby)
produziert von Henry Cosby
12. The Letter (3:12)
(William Robinson / Al Cleveland / Terry Johnson)
produziert von Terry Johnson

## Charts
Pop: #148

R&B: #9

## Veröffentlichte Single
I'm So Glad I Fell For You / I Pray Everyday You Won't Regret Loving Me
veröffentlicht am 18. November 1969; #18 R&B - #53 Pop

## CD-Veröffentlichung
2005, Hip-O Select / Motown: The Great David Ruffin - The Motown Solo Albums, Volume 1